# روزالیا گالیوا
روزالیا گالیوا (روسی: Розалия Ильфатовна Галиева؛ زادهٔ ۲۶ آوریل ۱۹۷۷) ژیمناست هنری اهل شوروی-ازبکستان بود.